# Panamao
Panamao là một đô thị hạng 5 ở tỉnh Sulu, Philippines. Theo điều tra dân số năm 2000, đô thị này có dân số 35.906 người trong 5.663 hộ.

## Các đơn vị hành chính
Panamao được chia thành 31 barangay.
| - Asin - Bakud - Bangday - Baunoh - Bitanag - Bud Seit - Bulangsi - Datag - Kamalig - Kan Asaali - Kan Ukol | - Kan-Dayok - Kan-Sipat - Kawasan - Kulay-kulay - Lakit - Lower Patibulan - Lunggang - Parang - Pugad Manaul - Puhagan | - Seit Higad - Seit Lake (Pob.) - Su-uh - Tabu Manuk - Tandu-tandu - Tayungan - Tinah - Tubig Gantang - Tubig Jati - Upper Patibulan |